# Isbergues
Isbergues (ndl.: "Isberg") ist eine französische Gemeinde mit 8653 Einwohnern (Stand: 1. Januar 2022) im Département Pas-de-Calais in der Region Hauts-de-France. Sie gehört zum Gemeindeverband Béthune-Bruay, Artois-Lys Romane, zum Arrondissement Béthune und zum Kanton Aire-sur-la-Lys. Die Einwohner heißen Isberguois.

## Geographie
Die Gemeinde Isbergues liegt am Schifffahrtskanal Canal d’Aire an der Grenze zum Département Nord, 15 Kilometer nordwestlich von Béthune. Nachbargemeinden von Isbergues sind Saint-Venant im Nordosten, Guarbecque im Osten, Ham-en-Artois im Süden, Norrent-Fontes im Südwesten, Mazinghem und Lambres im Westen sowie Aire-sur-la-Lys (ndl.: "Arien aan de Lys") im Nordwesten.

## Geschichte
Der Name des Ortes geht auf die Tochter Pippins des Jüngeren, Isberga (dt. Gisela) zurück, die Wunder bei der Heilung von Augen- und Hautkrankheiten bewirkte und zur Heiligen wurde.
Die heutige Gemeinde entstand 1996 aus dem Zusammenschluss der vormals eigenständigen Gemeinden Isbergues, Berguette und Molinghem.

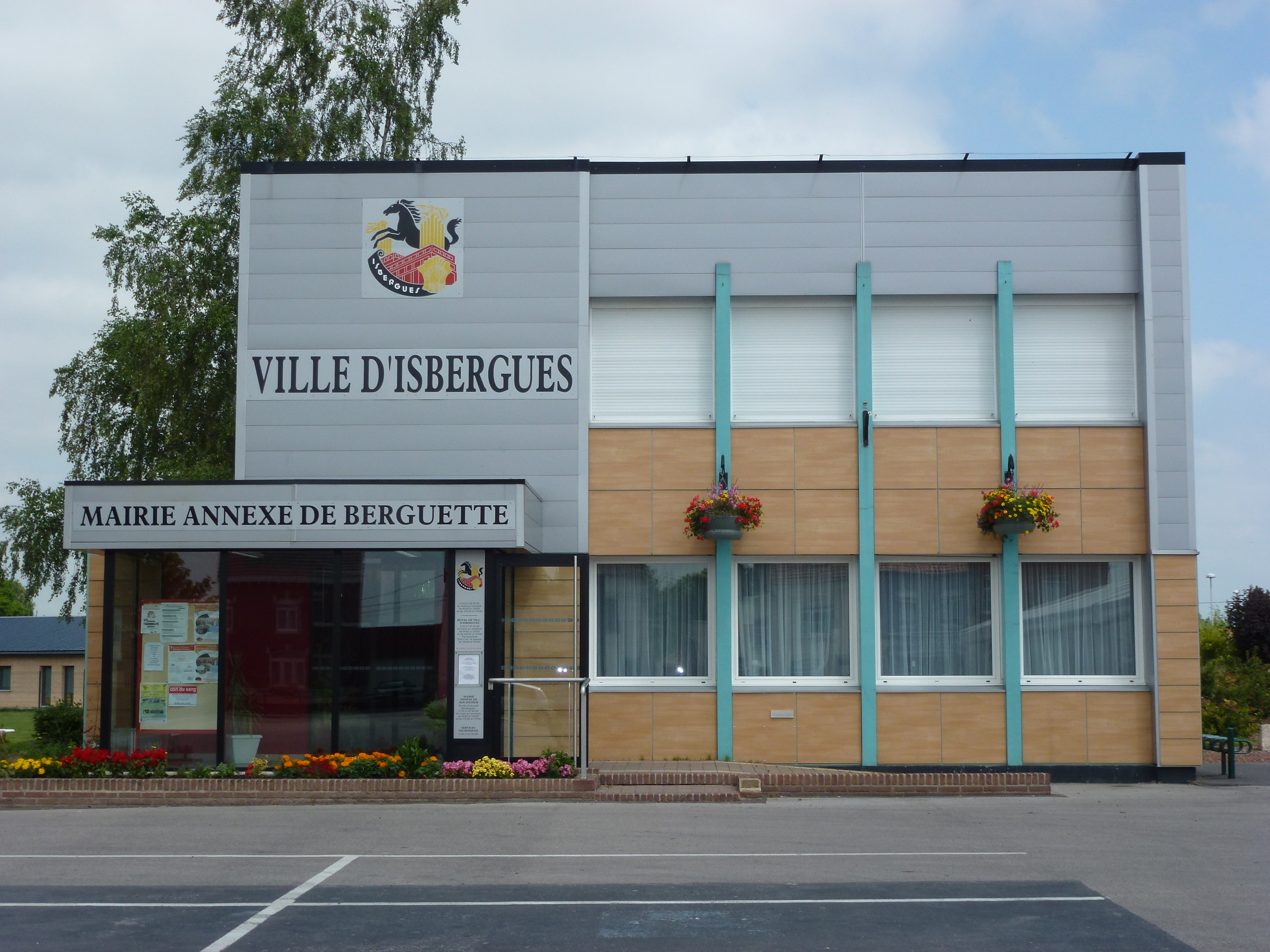
Filialrathaus in Berguette
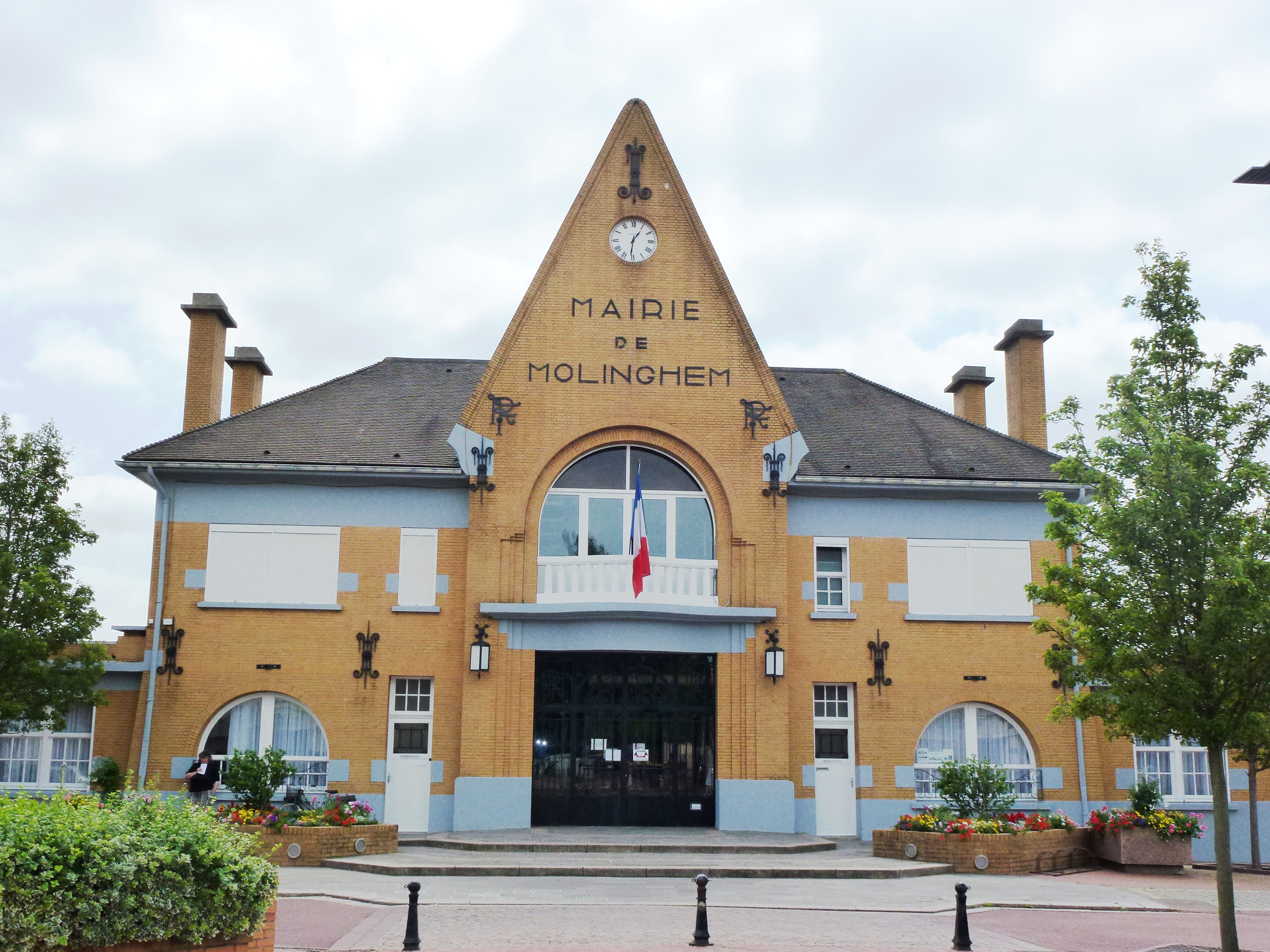
Filialrathaus in Molinghem
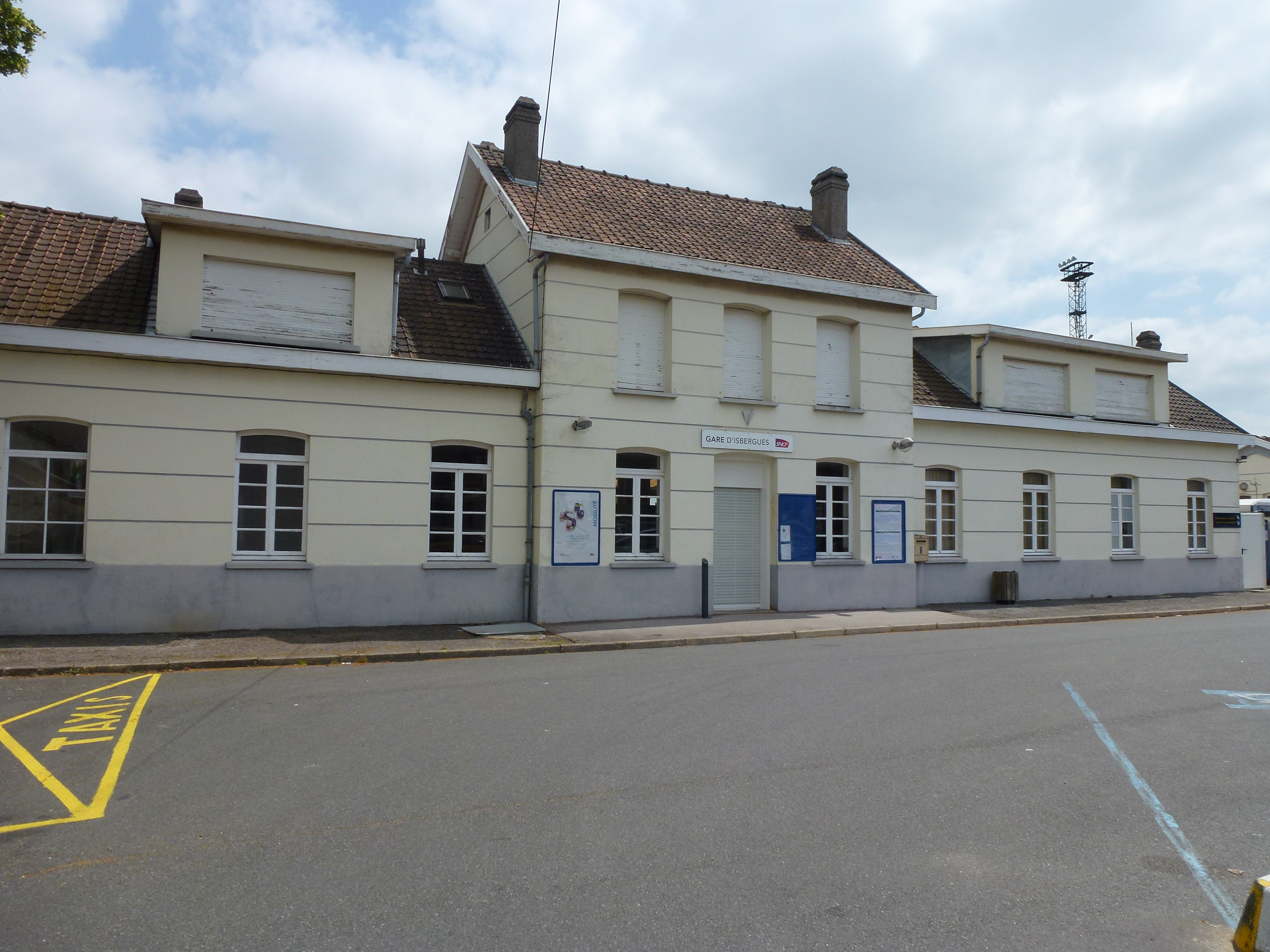
Bahnhof
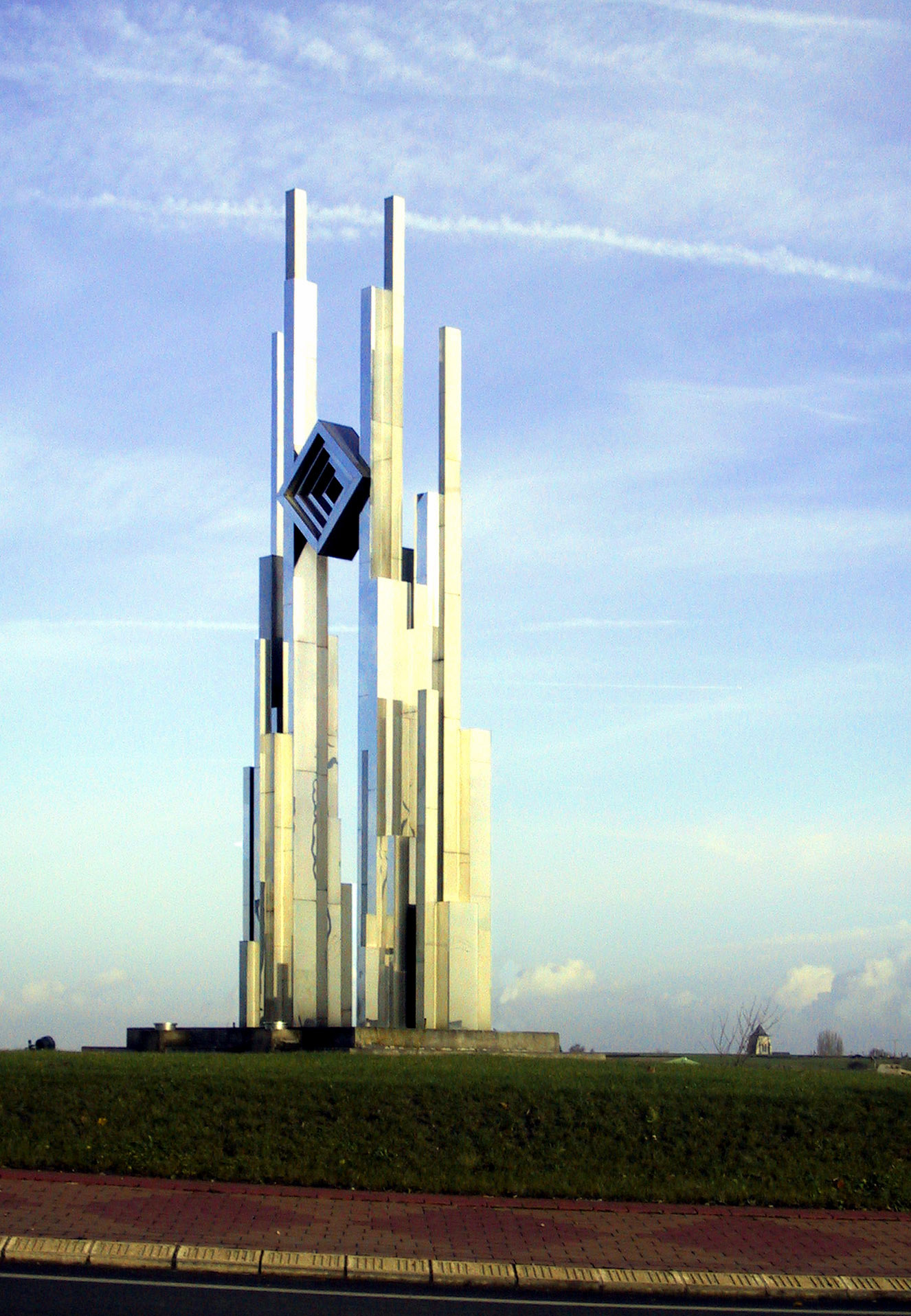
Monument der Stahlverarbeitung

Die Ortschaften wurden im 11. und 12. Jahrhundert erstmals urkundlich erwähnt.
Das Gebiet gewann mit der Stahlverarbeitung ab Ende des 19. und zu Beginn des 20. Jahrhunderts Bedeutung.

## Bevölkerungsentwicklung
| Jahr                       | 1962 | 1968 | 1975 | 1982 | 1990 | 1999 | 2006 | 2013 | 2022 |
| -------------------------- | ---- | ---- | ---- | ---- | ---- | ---- | ---- | ---- | ---- |
| Einwohner                  | 5568 | 5761 | 5990 | 5680 | 5145 | 9836 | 9503 | 9038 | 8653 |
| Quellen: Cassini und INSEE |      |      |      |      |      |      |      |      |      |

## Sehenswürdigkeiten
- Kirche der Heiligen Isbergues in Isbergues, Monument historique seit dem 13. Jahrhundert
- Kapelle der Heiligen Isbergues mit Brunnen bzw. Quelle
- Kirche Saint-Pierre in Berguerette
- Kirche Saint-Maurice in Molinghem
- Kapelle Saint-Éloi in Isbergues
- zahlreiche Mahnmale der Kriege (u. a. Deutsch-Französischer Krieg, Boxeraufstand, Erster und Zweiter Weltkrieg, Krieg in Indochina und Algerien)

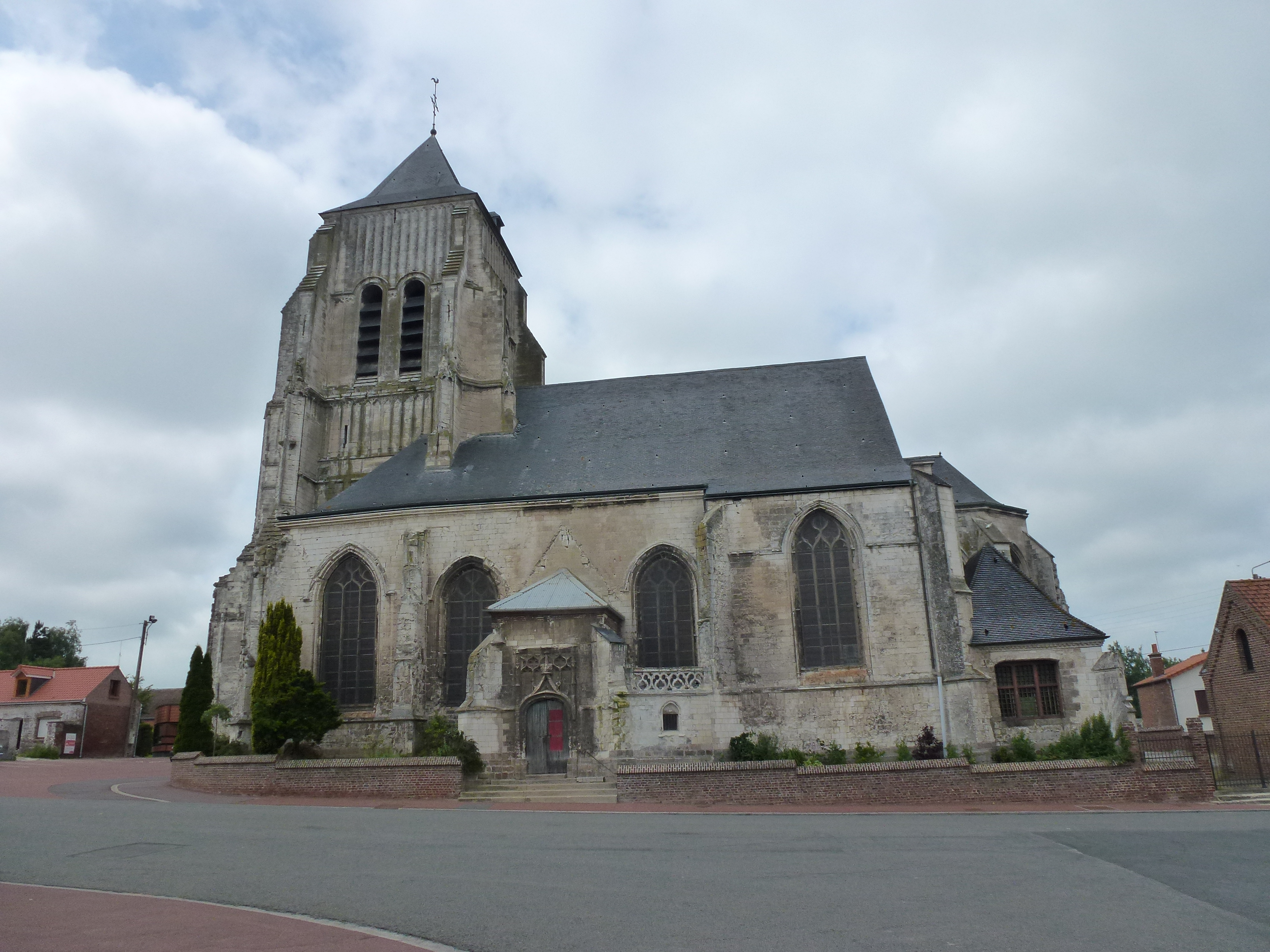
Kirche Sainte-Isbergues in Isbergues
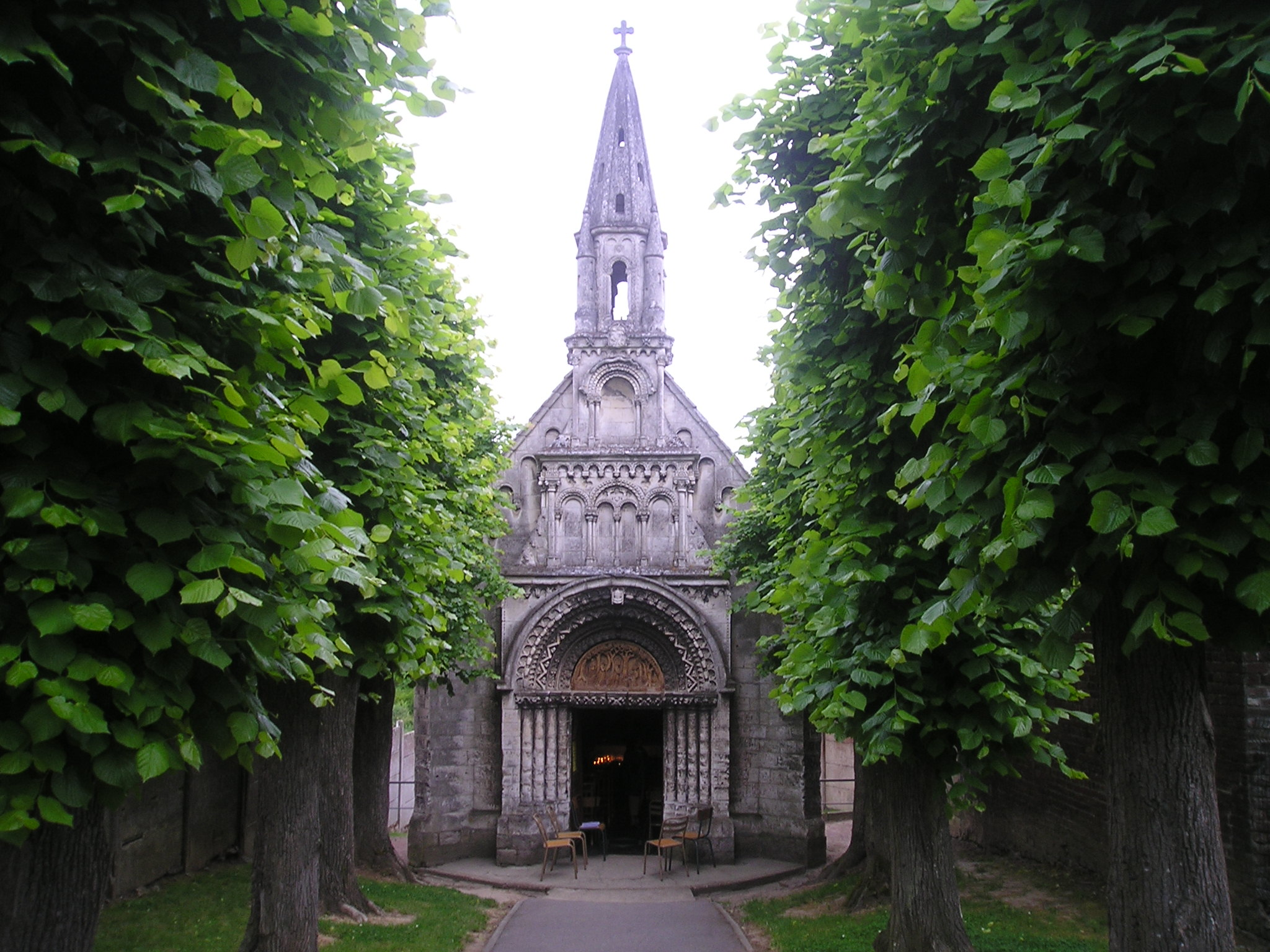
Kapelle der Heiligen Isbergues
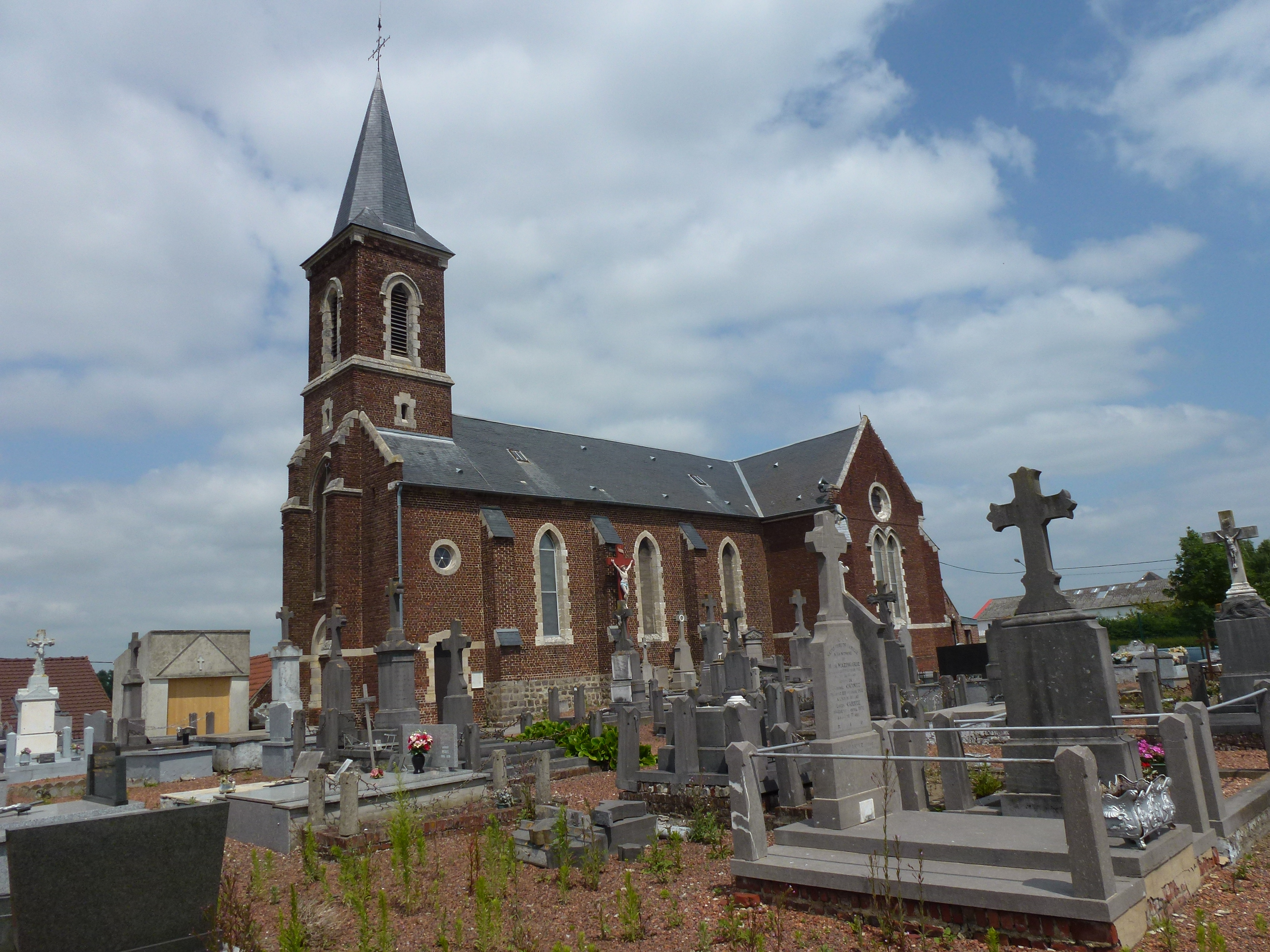
Kirche Saint-Pierre in Berguette
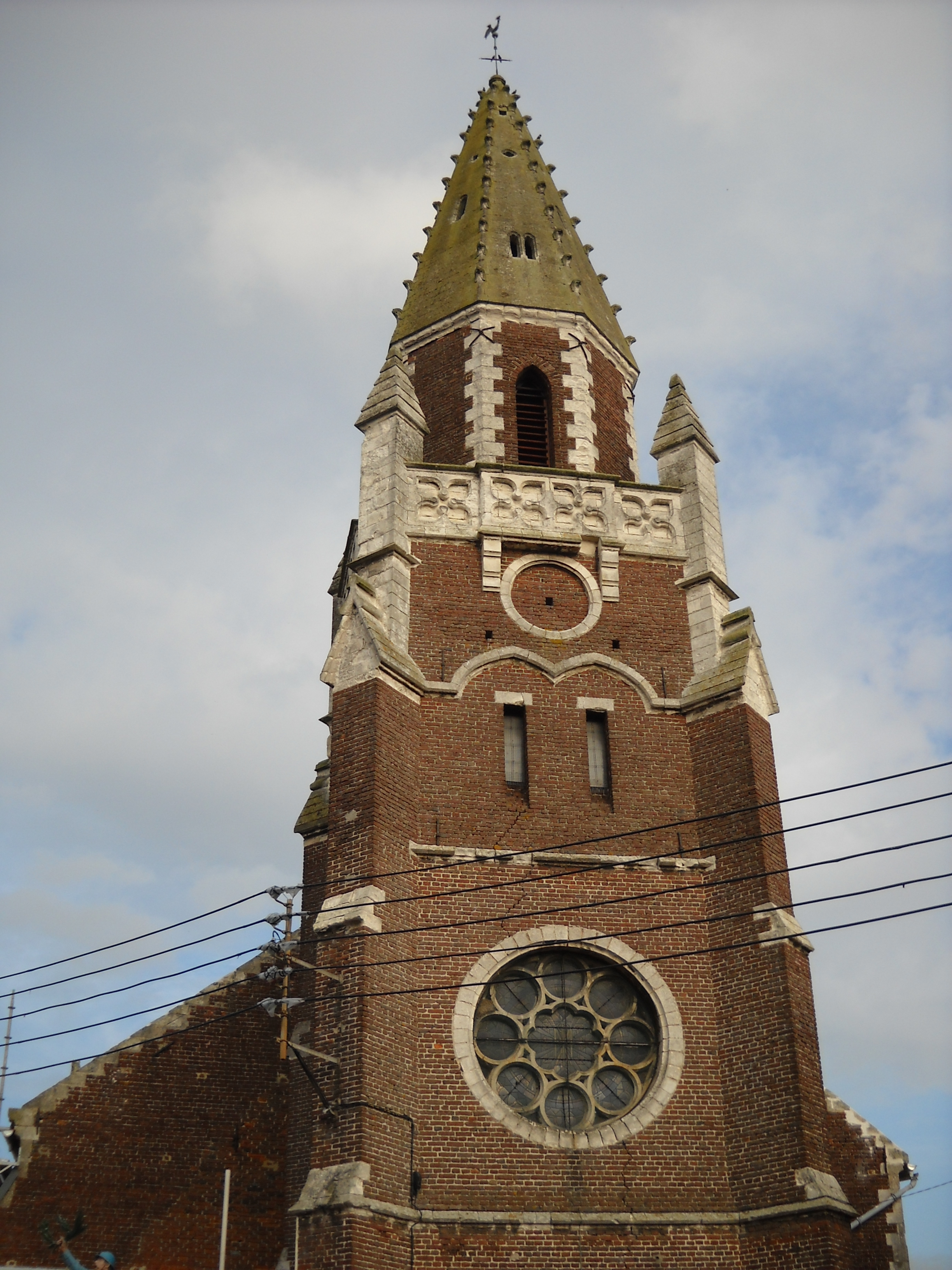
Kirche Saint-Maurice in Molinghem
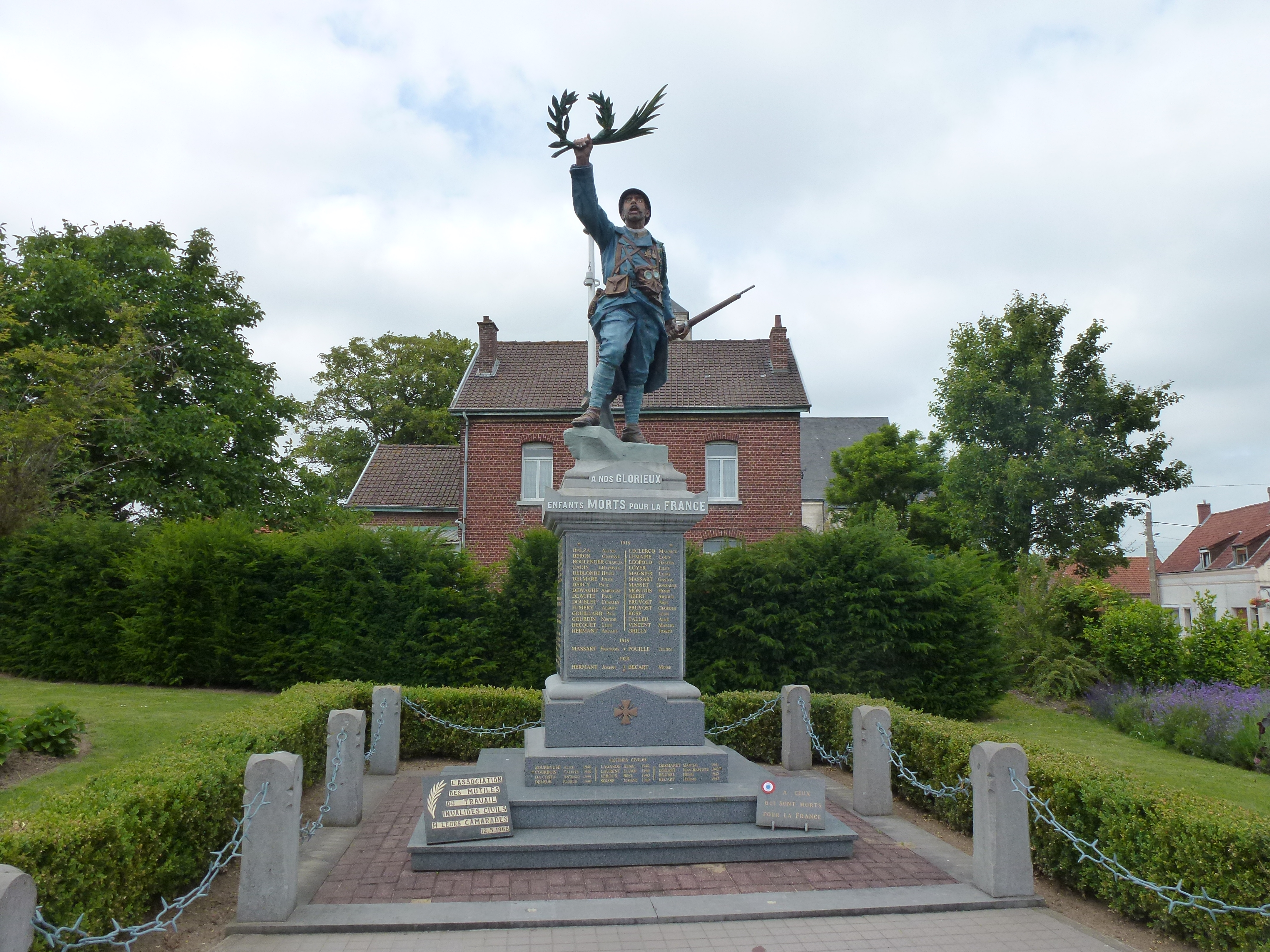
Gefallenendenkmal in Isbergues

## Wirtschaft
ArcelorMittal ist Betreiber der stahlverarbeitenden Industrie in Isbergues.

## Sport
Jährlich findet der Grand Prix d’Isbergues, ein bedeutendes Radrennen, statt.

## Persönlichkeiten
- André Mollet (* 1949), Radrennfahrer

## Belege
1. ↑  Jozef van Overstraeten: De Nederlanden in Frankrijk. Beknopte encyclopedie. Vlaamse Toeristenbond, Antwerpen 1969.